# Fosfat de ferro liti
El fosfat de ferro liti o ferrofosfat de liti (LFP) és un compost inorgànic amb la fórmula LiFePO
4. És un sòlid gris, vermell-gris, marró o negre que és insoluble en aigua. El material ha cridat l'atenció com a component de les bateries de fosfat de ferro de liti, un tipus de bateria d'ions de liti. Aquesta química de bateries està destinada a utilitzar-se en eines elèctriques, vehicles elèctrics, instal·lacions d'energia solar i, més recentment, emmagatzematge d'energia a gran escala de xarxa.
La majoria de bateries de liti (Li-ion) que s'utilitzen en productes electrònics de consum utilitzen càtodes fets de compostos de liti com l'òxid de cobalt de liti (LiCoO
2), òxid de manganès de liti (LiMn
2O
4) i òxid de níquel de liti (LiNiO
2). Els ànodes estan fets generalment de grafit.
El fosfat de ferro de liti existeix de manera natural en forma de trifilita mineral, però aquest material té una puresa insuficient per utilitzar-lo en bateries.

## LiMPO4
Amb fórmula química general de LiMPO
4, compostos al LiFePO
4 famílies adopten l'estructura olivínica. M inclou no només Fe, sinó també Co, Mn i Ti. Com el primer LiMPO
4 comercialLiMPO
4 era C/ LiFePO
4, tot el grup de LiMPO
4 s'anomena informalment "fosfat de ferro de liti" o " LiFePO
4 ”. Tanmateix, es pot utilitzar més d'una fase de tipus olivina com a material càtode d'una bateria. Compostos d'olivina com A
yMPO
4, Li
1−xMFePO
4 i LiFePO
4−zM tenen les mateixes estructures cristal·lines que LiMPO
4, i pot substituir-lo per un càtode. Tots es poden anomenar "LFP".
El manganès, el fosfat, el ferro i el liti també formen una estructura d'olivina. Aquesta estructura és un contribuent útil al càtode de les bateries recarregables de liti. Això es deu a l'estructura d'olivina creada quan el liti es combina amb manganès, ferro i fosfat (com es descriu anteriorment). Les estructures d'olivina de les bateries recarregables de liti són importants, ja que són assequibles, estables i es poden utilitzar de manera segura per emmagatzemar energia.

## Història i producció
Arumugam Manthiram i John B. Goodenough van identificar per primera vegada la classe de polianions de materials càtodics per a bateries d'ions de liti. LiFePO
4 es va identificar llavors com un material càtode pertanyent a la classe de polianions per al seu ús en bateries el 1996 per Padhi et al. Extracció reversible de liti de LiFePO
4 i inserció de liti a FePO
4 es va demostrar. La difracció de neutrons va confirmar que LFP era capaç de garantir la seguretat d'un gran corrent d'entrada/sortida de les bateries de liti.
El material es pot produir escalfant una varietat de sals de ferro i liti amb fosfats o àcid fosfòric. S'han descrit moltes rutes relacionades, incloses les que utilitzen síntesi hidrotermal.

## Aplicacions
Les cèl·lules LFP tenen una tensió de funcionament de 3,3 V, densitat de càrrega de 170 mAh/g, alta densitat de potència, llarg cicle de vida i estabilitat a altes temperatures.
Els principals avantatges comercials de LFP són que presenta pocs problemes de seguretat, com ara el sobreescalfament i l'explosió, així com una llarga vida útil, una alta densitat de potència i un interval de temperatures de funcionament més ampli. Les centrals elèctriques i els automòbils utilitzen LFP.
BAE ha anunciat que el seu autobús híbrid HybriDrive Orion 7 en fa servir uns 180 Cèl·lules de bateria kW LFP. AES ha desenvolupat sistemes de bateries de diversos bilions de watts capaços d'aconseguir serveis subsidiaris de la xarxa elèctrica, inclosa la capacitat de recanvi i l'ajust de freqüència. A la Xina, BAK i Tianjin Lishen estan actius a la zona.